# Chat bleu, chat noir
Pour plus de détails, voir Fiche technique et Distribution.
Chat bleu, chat noir est un téléfilm français en deux parties réalisé par Jean-Louis Lorenzi en 2006.

## Synopsis

### Première partie:Les Années folles
1925. La tête pleine de rêves, Sylvaine a quitté sa province natale pour Paris. Installée dans un petit appartement avec sa fille Monika âgée de 5 ans, elle travaille dans un cabaret de la capitale comme danseuse. Jusqu'au soir où son patron la renvoie sur-le-champ à l'issue d'une dispute. Toutefois, il revient sur sa décision et accepte la proposition de Sylvaine : elle s'engage à créer, en l'espace d'un mois seulement, dans son établissement rebaptisé « Le Chat Bleu », un nouveau spectacle qui fera accourir le Tout-Paris. 
Patiemment, la jeune femme s'emploie dès lors à recruter les membres de sa troupe et à monter une série de numéros chantés et dansés. Parallèlement, elle fait la connaissance d'un certain Cretelle, critique d'art aussi réputé pour son talent de plume que pour ses idées d'extrême droite.

### Seconde partie:L'Occupation
1938. Monika, la fille de Sylvaine, a bien grandi. Alors que la guerre menace, elle s'apprête à passer son bac philo tout en se produisant dans les spectacles montés par sa mère. Celle-ci se consacre tout entière à la scène, tentant d'oublier le départ en Amérique de son grand amour, le metteur en scène Skybel. Le président du Conseil Daladier, chef du gouvernement français, signe les accords de Munich. Influencé par l'humeur ambiante, Le Chat Bleu est rebaptisé Le Chat Noir. C'est en ces jours troubles que Monika rencontre pour la première fois l'amour. Il s'agit d'un jeune étudiant allemand en philosophie, prénommé Max. Mais bientôt la France déclare la guerre à l'Allemagne ; la mobilisation générale est décrétée. Tandis que Max rejoint la Wehrmacht, Sylvaine ordonne à sa fille de ne plus fréquenter le jeune homme.

## Fiche technique
- Réalisation : Jean-Louis Lorenzi
- Scénario : Jean-Louis Lorenzi et Béatrice Rubinstein d'après Michel Peyramaure
- Photographie : Olivier Guéneau
- Montage : Claude Ronzeau
- Musique : Marc Marder
- Lieux de tournage : Commeny et Gadancourt[1] (Val-d'Oise)
- Production : France 2 et TV5 Monde[2]
- Format : 1.33 : 1 ; couleur ; son stéréo
- Durée : 200 minutes

## Distribution
- Cristiana Reali : Sylvaine
- Fiona Chauvin : Monika
- Robin Renucci : Cretelle
- David Mambouch : Max
- Grégory Fitoussi : Skybel
- Clémentine Poidatz : Angélique
- Jean-Marie Galey : Fedor
- Aurore Auteuil : Gina
- Antoine Gouy : Gaspard
- Judith Margolin : Alice
- Romain Vissol : Fildeuf
- Léonard Blair : Dooley Wilson
- Arlette Thomas : Mme Menard

## Autour du téléfilm
Ce téléfilm est considéré comme une suite TV au Bal des célibataires (2005) du même réalisateur, qui fait suite à L'Orange de Noël (1996) et La Tranchée des espoirs (2002).

## Réception critique
Pour Le Monde, « Ce qui est intéressant dans ce quatrième volet, c'est la différence de ton avec ce qui précède. Ainsi dans Chat bleu, une scène classique dans une cour d'immeuble se transforme subitement en comédie musicale, façon West Side Story ».
Le Figaro souligne que « Jean-Louis Lorenzi a choisi de traiter le premier volet de sa mini série à la façon d'une comédie musicale où se répondent les chants, les danses, les couleurs, d'une façon totalement poétique et légère, comme si la réalité n'était qu'un décor de théâtre ».